# Clarksville (Virginie)
Pour les articles homonymes, voir Clarksville.
Clarksville est une municipalité américaine située dans le comté de Mecklenburg en Virginie. Lors du recensement de 2010, sa population est de 1 139 habitants.

## Géographie

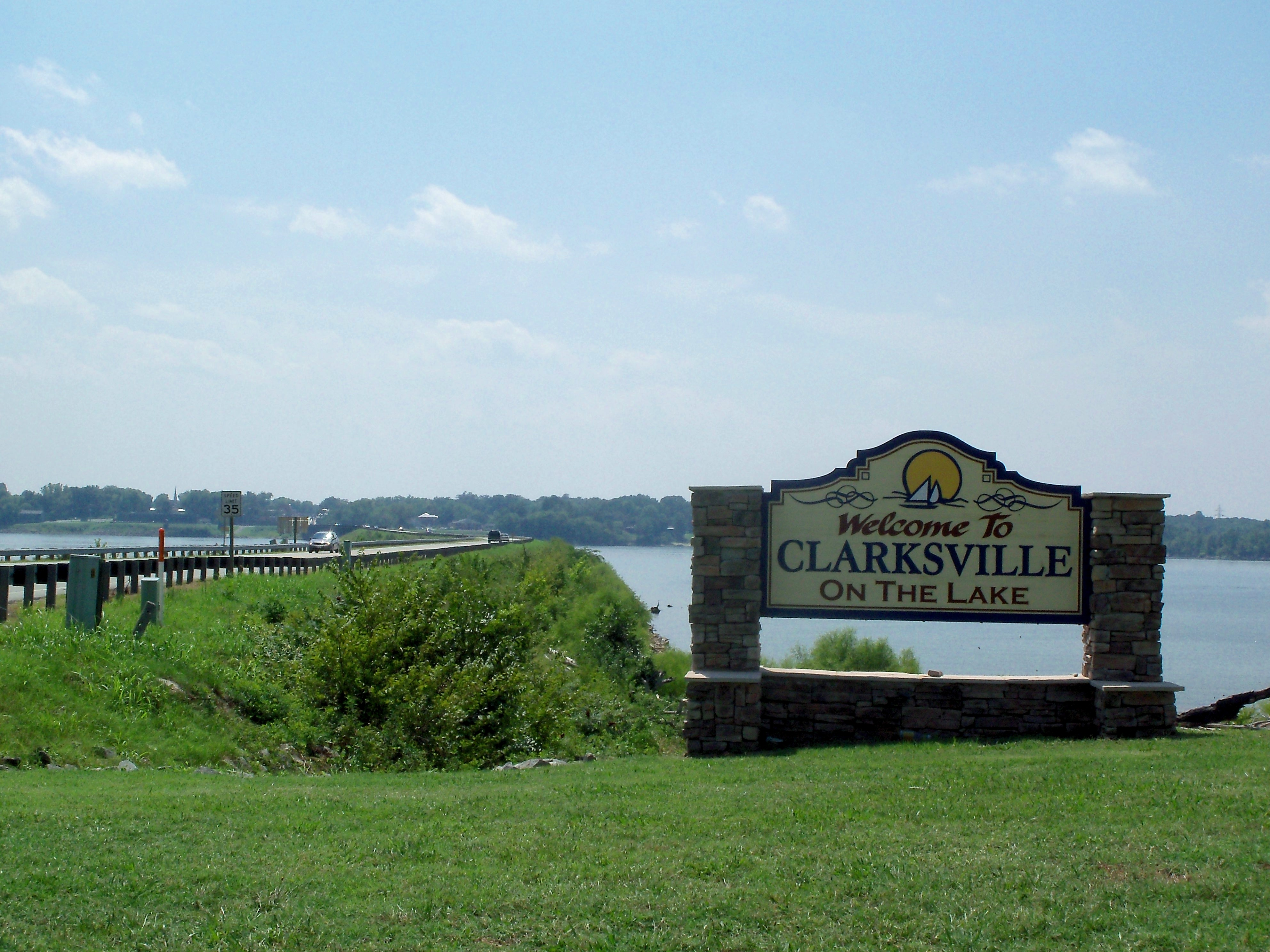
Panneau d'entrée à « Clarkville sur le lac ».

Autrefois située le long du Roanoke, Clarksville se trouve aujourd'hui sur la rive sud-ouest du lac Kerr. Elle est parfois désignée comme la seule ville lacustre de Virginie (en anglais : Virginia’s only lakeside town).
Selon le Bureau du recensement des États-Unis, la municipalité s'étend en 2010 sur une superficie de 1,99 mille carré (5,15 km2), dont 0,03 mille carré (0,08 km2) d'étendues d'eau. Une petite portion inhabitée de son territoire se trouve dans le comté de Halifax voisin.

## Histoire
La localité est fondée par Clarke Royster en 1818, à la confluence de la Stauton et de la Dan River. En 1821, elle devient la première municipalité du comté de Mecklenburg. Clarksville se développe grâce à l'industrie du tabac dont elle devient un centre d'export, notamment vers Petersburg.
Dans les années 1950, des barrages sont construits sur le Roanoke formant le lac de Buggs Island. Une petite partie de Clarksville est engloutie. La ville devient alors une importante destination touristique du sud de la Virginie. Son centre historique, qui regroupe environ 170 bâtiments d'intérêt, est inscrit au Registre national des lieux historiques depuis 2002.